# Акматов, Ташполот
Ташполот Акматов — советский хозяйственный, государственный и политический деятель.

## Биография
Родился в 1929 году в селе Кошоке. Член КПСС с 1966 года.
С 1943 года — на хозяйственной, общественной и политической работе. В 1943—1990 гг. — подпасок, чабан в колхозе «Правда» Ноокатского района, старший чабан Ноокатского колхоза № 44 Ноокатского района Ошской области Киргизской ССР.
Избирался депутатом Верховного Совета Киргизской ССР 9-го и 10-го созывов.
В 1981 году он получил 172 ягнят от каждых 100 овец и 4,9 кг шерсти от каждой овцы.
За увеличение производства высококачественной продукции животноводства, применение прогрессивной технологии, изыскание и использование внутренних резервов был в составе коллектива удостоен Государственной премии СССР за выдающиеся достижения в труде 1981 года.
Жил в Киргизии.